# レオーベン
レオーベン（独: Leoben [leˈoːbn̩] ( 音声ファイル)）は、オーストリア・シュタイアーマルク州のレオーベン郡に属する基礎自治体 ( ゲマインデ ) 。
市内にはムール川が流れている。鉱山業を専門とするレオーベン鉱山業大学がある。
フランス革命戦争の休戦協定であるカンポ・フォルミオ条約に先立つレオーベンの和約が1797年にこの街で調印された。

## 姉妹都市
- 徐州市、中国 1994年

## 出身有名人
- ローランド・リンツ（サッカー選手）
- バンビキラー（プロレスラー）